# Stefan Radzikowski
Stefan Ryszard Radzikowski (zm. 30 stycznia 2016) – polski cytolog, prof. dr hab.

## Życiorys
Obronił pracę doktorską, następnie uzyskał stopień doktora habilitowanego. 8 czerwca 2001 uzyskał tytuł profesora nauk biologicznych. Został zatrudniony w Instytucie Zoologii na Wydziale Biologii Uniwersytetu Warszawskiego.